# ホネスティオレスとフミリオレス
ホネスティオレスとフミリオレス（Honestiores and humiliores)は古代末期における基本的な社会階層の名称だった。ローマ帝国 (特に西方において)とゲルマン諸王国（特に西ゴート）では、これらの階層が自由人の社会的階層を規定した。
パトリキとプレブスという伝統的相違とは関係なく成立したこの社会階層の起源は、本質的に奴隷ではない自由人にあり、二世紀以降に成立した。  下層民（humble） である人々は、ローマ市民であるのにもかかわらず、かつては奴隷に限定されていた処罰や審問、拷問の対象となった。反逆罪などでは、 上層民（honesty） でさえ、目撃者がいれば、拷問の対象となった。。

## ホネスティオレス（上層民）
語源的にその意味は、"より名誉のある者、もっとも名誉のある者"を意味し、名誉の概念は、中世や旧体制の時代の特権的地位として貴族の支配をイデオロギー上正当化する基本部分だった。
 上層民（honesty）とは、ローマ人やゴート人においては、元老院議員階層や貴族、騎士階層、属州における経済的上層階層、土地所有者、富裕な商人、経営者、退役兵士たちを意味していた。元老院議員階層（セナトール貴族）は、もっとも古くかつ最上位のパトリキからもっとも地味な都市参事会員まで、多くの階層で見出すことができる。僧侶も hontiores を構成していた。
212年にカラカラ帝が発布したアントニヌス勅令は、非ローマ市民権保持者に、ローマ市民権のもつ特権を与えることになったが、既に共和政時代から、特権は次第にホネスティオレスに制限されるようになっていった。この場合の特権とは、同じ罰を犯しても、死刑、体罰、強制労働から除外される、などの特権である。同じローマ市民権保持者でも、市民権の特権を行使されない事例が増えてくるのである。パトリキとプレブスの間の現実的相違が解消されるのに代わって、ホネスティオレス（上層民）とフミリオレス （下層民）の区別が取って代わったのである。用語上では、ホネスティオレスは法律的特権だけではなく、名誉や世評、尊厳、影響力など、ローマ社会内での地位を特定するものだった。その裏づけとなったのは、富や社会的責任、名誉などである。この社会的地位には、倫理や美徳が義務として課された。ホネスティオレスとフミリオレスの両者は、（現実には存在していたものの）三世紀以前には用語としては史料に登場しておらず、用語の定義もなされていなかった。しかし市民権保持者内の刑法上の区別は、現実に1世紀から発生しており、ハドリアヌス帝時代に法令に登場し、更にマルクス帝は刑法上の特権の世襲を元老院議員だけではなく、騎士身分にも拡大した。

## 中間階層
ホネスティオレス（上層民） とフミリオレス （下層民） の間の階層は、ひとつの中間層を構成していて、いくばくかの富を所有し、商人を含み、中級の土地所有者であり、都市の参事会層であり、それ自身がひとつの階級であるように見える。彼らは、上層民のうちのもっとも低い階層においては、もっとも富裕な者であり、下層民のもっとも高い階層においては、もっとも貧しい者である。中間層は僧侶と執事たちを構成しているようにも見える。

## フミリオレス（下層民）
語源的には"もっとも卑しい者、もっとも貧しい者"を意味し、
 下層民（humilior） は、 人類の中でもっとも低い者、世界の中でもっとも低い者を意味した。 
　
自由人、農民、日雇い労働者、技師、貧乏人、土地を持たない者、下級聖職者たちは、下層民に分類された。彼らより上位の者は上層民（hontiors）とされ、彼らより低い者は奴隷だけとなった。解放奴隷は、いかに政治的・社会的地位は高くてもフミリオレスであった。 

## 関連文献
- キース・ホプキンス（英語版）Elite mobility in the Roman Empire,Past and Present,32(1965). in M.I. Finley (ed), Studies in Ancient Society (1974).London-Boston,chapter5,pp103-120
- ピーター・ガーンジィ（英語版）Social Status and Legal Privilege in the Roman Empire (1970). Oxford University Press.
- メイヤー・ラインホルト（英語版）Usurpation of Status and Status Symbols in the Roman Empire.,Historia: Zeitschrift fur Alte Geschichte. (2nd Qtr., 1971), pp275-302
- ゲーザ・アルフェルディ（英語版）Die romische Gesellschaft-Struktur und Eigenart,' Das Gymnasium 83 [1976] 1-25)